# Морони (Јута)
Морони (енгл. Moroni) град је у америчкој савезној држави Јута.

## Демографија
По попису из 2010. године број становника је 1.423, што је 143 (11,2%) становника више него 2000. године.
| Група             | 2000.       | 2010.         |
| Белци             | 981 (76,6%) | 1.069 (75,1%) |
| Афроамериканци    | 3 (0,2%)    | 2 (0,1%)      |
| Азијати           | 1 (0,1%)    | 0 (0,0%)      |
| Хиспаноамериканци | 263 (20,5%) | 324 (22,8%)   |
| Укупно            | 1.280       | 1.423         |